# Спокійна сталь
Спокі́йна сталь (англ. deoxidized steel, killed steel) — різновид маловуглецевої сталі з високим ступенем розкиснення, порівняно з киплячою сталлю. Це сталь, яка твердне після розливки практично без виділення газів. Досягти такого ефекту дозволяє повне розкиснення — видалення вільного кисню (до залишку 0,002 % вільного кисню) шляхом уведення до розплаву спеціальних добавок-розкиснювачів.

## Розкиснювачі
Як розкиснювачі використовують феросиліцій у кількості 0,12…0,3 % за масою, феромарганець, алюміній — до 0,1 %, титан.
Негативний наслідок розкислення — утворення усадочної раковини великих розмірів. Для її видалення доводиться відрізати від виливка зі спокійної сталі до 16 % за масою. Через таку втрату металу, а також витрат на розкиснювальні добавки вартість спокійній сталі істотно перевищує ціну киплячого металу.
Розкиснювальні добавки, з'єднуючись з вільним киснем, що знаходиться у сплаві, забезпечують вирішення таких завдань:
- зниження негативного впливу вільного кисню на структуру виливка, що формується;
- підтримання протягом тривалого періоду високої температури розплаву, що забезпечує максимальне шлако- і газовидалення;
- отримання металом дрібнозернистої, однорідної структури, оскільки силікати і алюмінати, що утворюються, підвищують число центрів кристалізації. Це обумовлює подрібнення зерен і покращує якість матеріалу та його механічні властивості.

## Властивості
Завдяки однорідності та дрібнозернистій структурі, для розкислених сталей характерними є переваги:
- добрий опір динамічним впливам і крихкому руйнуванню, завдяки чому їх застосовують при виготовленні конструкцій відповідального призначення, що зазнають як статичного, так і динамічного механічного впливу;
- сталь, для розкиснення якої застосовувалися присадки алюмінію, не схильна до старіння, знижуються пластичність, крихкість, поріг холодноламкості, дещо підвищується міцність;
- досягається рівномірний розподіл сірки і фосфору;
- добра зварюваність.

## Маркування
Сталі повного розкислення поділяють на такі групи:
- вуглецеві спокійні сталі звичайної якості — ДСТУ 2651:2005 позначаються індексом «сп»: Ст1сп (0,06…0,12 % C, 0,25…0,50 % Mn, 0,15…0,30 % Si), Ст2сп (0,09…0,15 % C, 0,25…0,50 % Mn, 0,15…0,30 % Si), Ст3сп (0,14…0,22 % C, 0,40…0,65 % Mn, 0,15…0,30 % Si), Ст3Гсп (0,14…0,20 % C, 0,80…1,10 % Mn, 0,15…0,30 % Si), Ст4сп (0,18…0,27 % C, 0,40…0,70 % Mn, 0,15…0,30 % Si), Ст5сп (0,28…0,37 % C, 0,50…0,80 % Mn, 0,15…0,30 % Si), Ст5Гсп (0,28…0,37 % C, 0,80…1,20 % Mn, ≤ 0,15 Si), Ст6сп (0,38…0,49 % C, 0,50…0,80 % Mn, 0,15…0,30 % Si). Масова частка сірки у сталі не повинна перевищувати 0,05 %, фосфору — 0,04 %;
- якісні і високоякісні спокійні вуглецеві сталі — випускаються за ДСТУ 7809:2015, літерного індексу за цим стандартом не мають;
- всі леговані та низьколеговані сталі зазвичай виготовляють спокійними і відповідного літерного індексу у своєму маркуванні не мають.

## Застосування
Висока вартість такої продукції обумовлює її застосування для виробництва сортового і фасонного прокату, призначеного для використання у відповідальних конструкціях, вузлах машин і механізмів. Це:
- залізничні і рудні рейки;
- заготовки деталей арматури для трубопроводів;
- елементи для залізничних наземних і підвісних шляхів;
- деталі клепаних конструкцій, ручки, тяги, втулки, важелі, упори, фланці та інші деталі, що експлуатуються в широкому діапазоні температур;
- фасонний і листовий прокат завтовшки до 25 мм для тримальних зварних конструкцій, що експлуатуються в умовах знакозмінних навантажень в широкому температурному інтервалі -40…+425 °C, прокат завтовшки 25…40 мм (при наданні гарантій зварюваності);
- поковки з діаметром перетину до 800 мм.

Низьколеговані сталі знаходять застосування при будівництві об'єктів цивільного та промислового призначення, що експлуатуються в умовах високих навантажень і/або в регіонах з суворими кліматичними умовами.